# Pasmo górskie

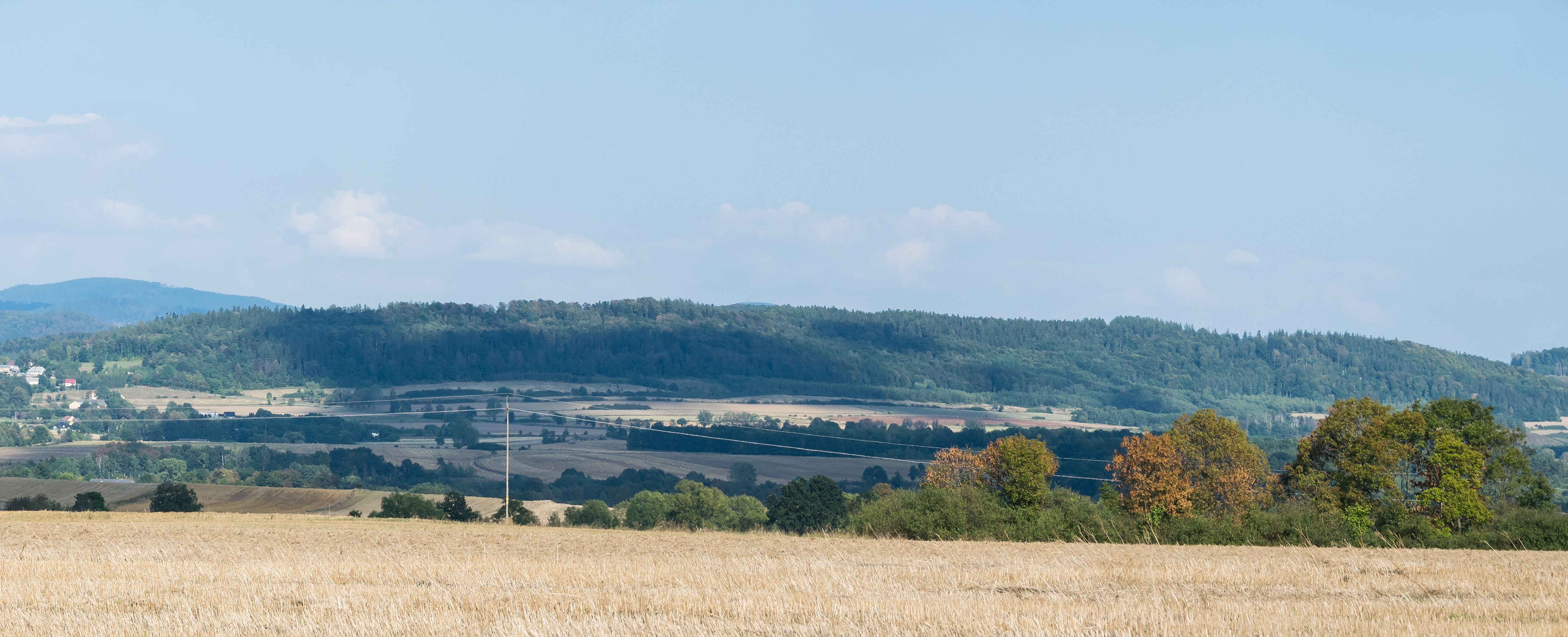
Pasmo Krowiarek

Pasmo górskie – samodzielna grupa górska o wyraźnie wydłużonym kształcie, mająca grań główną (często wododziałową). W większości przypadków jest ono częścią łańcucha górskiego. 
W Polsce pasma górskie należą do trzech łańcuchów górskich: Karpat, Sudetów i Gór Świętokrzyskich. Najwyższym pasmem górskim w Polsce są Tatry Wschodnie (zgodnie z Geoserwisem Tatry Wysokie). 